# Rada Miejska w Krotoszynie
Rada Miejska w Krotoszynie – stanowiący i kontrolny organ władzy samorządowej gminy miejsko-wiejskiej Krotoszyn. Kadencja Rady Miejskiej trwa 5 lat. Obecną przewodniczącą jest Anna Sikora, I Wiceprzewodniczącym Mirosław Gańko, II Wiceprzewodniczącym Pawł Grobelny.

## Organizacja rady
Radę Miejską obecnie tworzy 21 radnych, wybierających spośród siebie przewodniczącego i 2 wiceprzewodniczących.
Komisje stałe Rady Miejskiej
Komisja Rewizyjna
Komisja Budżetowo - Gospodarcza
Komisja Społeczna
Komisja Skarg, Wniosków i Petycji

## Siedziba Rady
Siedziba Rady Miejskiej w Krotoszynie znajduje się w Urzędzie Miejskim przy ulicy Kołłątaja 7. Uroczyste sesje Rady Miejskiej odbywają się w sali reprezentacyjnej krotoszyńskiego ratusza

## Skład Rady Miejskiej

### I kadencja (1990-1994)
- Prezydium
  - Przewodniczący - Marian Grządka
  - Wiceprzewodniczący - Jan Grząka (30.09.1993), Marek Grekowicz
- Skład osobowy Rady Miejskiej[1]
  - Biuro Wyborcze „Solidarność”:
    - Jan Domagalski
    - Maria Drygas-Sobańska
    - Maria Dryll-Marciniak
    - Marian Grządka
    - Marian Grzesiak
    - Mikołaj Ilnicki (burmistrz)
    - Paweł Jakubek
    - Andrzej Kalinowski
    - Franciszek Konieczny
    - Stanisław Kosiarski
    - Hieronim Manikowski
    - Aleksander Maćkowiak
    - Romuald Piotrowiak
    - Stanisław Sekula
    - Anna Sikora
    - Adam Szmigiel
    - Tadeusz Żmuda

  - Stronnictwo Demokratyczne:
    - Marek Grekowicz
    - Ryszard Krawulski

  - Polskie Stronnictwo Ludowe:
    - Zenon Czubak
    - Bronisław Kaczmarek
    - Marian Kaczmarek
    - Stanisław Zimny

  - Niezależni:
    - Jan Grząka
    - Maria Kalak
    - Feliks Majchrzak
    - Wojciech Szuniewicz

### II kadencja (1994-1998)
- Prezydium
  - Przewodniczący - Ryszard Belak
  - Wiceprzewodniczący - Anna Sikora
- Skład osobowy Rady Miejskiej[2]
  - Sojusz Lewicy Demokratycznej:
    - Antoni Caban
    - Włodzimierz Fudala
    - Ryszard Nowaczyk
    - Janusz Paszek
    - Wiesław Skotarek

  - Unia Wolności:
    - Marian Grządka
    - Mikołaj Ilnicki
    - Leszek Kulka
    - Jan Orzeka
    - Juliusz Poczta

  - Polskie Stronnictwo Ludowe:
    - Julian Jokś
    - Marian Kaczmarek
    - Jan Szyszka

  - Porozumienie Spółdzielczości Mieszkaniowej:
    - Ryszard Bielak
    - Bronisław Jankowski

  - Forum Samorządowe:
    - Jerzy Rędzikowski

  - Kółka Rolnicze:
    - Maria Kalak

  - Rzemieślnicza Partia Polski:
    - Kazimierz Tokarski

  - Niezależni:
    - Zofia Deckert
    - Jerzy Maciejczak
    - Feliks Majchrzak
    - Romuald Piotrowiak
    - Anna Sikora
    - Wojciech Szuniewicz

### III kadencja (1998-2002)
- Prezydium
  - Przewodniczący - Włodzimierz Fudała (do 2001), Krzysztof Krysztofiak (od 2001)
  - Wiceprzewodniczący - Marian Grządka, Karol Kaj
- Skład osobowy Rady Miejskiej[3]
  - Ziemia Krotoszyńska (:
    - Jan Adamczak
    - Marian Grządka
    - Jan Grzywaczewski
    - Edward Jokiel
    - Julian Jokś (burmistrz)
    - Bronisław Kaczmarek
    - Marian Kaczmarek
    - Maria Kalak
    - Antoni Korsak
    - Feliks Majchrzak
    - Barbara Nadstawska
    - Jan Nadstawski
    - Anna Sikora
    - Jan Urbaniak

  - Sojusz Lewicy Demokratycznej:
    - Eugeniusz Czemplik
    - Włodzimierz Fundała
    - Piotr Horyza
    - Aleksander Łopaczyk
    - Krzysztof Krzysztofiak
    - Janusz Paszek
    - Marian Skotarek
    - Tadeusz Stachurski
    - Marek Wachełko
    - Lech Witek

  - Krotoszyńska Oświata:
    - Regina Cierniewska
    - Karol Kaj
    - Józef Zdunek

  - Grupa Nowa:
    - Leszek Nowak
    - Andrzej Piotrowski

  - Prawicowe Forum Samorządowe:
    - Mikołaj Ilnicki

  - Porozumienie Spółdzielczości:
    - Wiesław Świca

  - Niezależni:
    - Romuald Piotrowiak

### IV kadencja (2002-2006)
- Prezydium 
  - Przewodniczący - Wiesław Świca

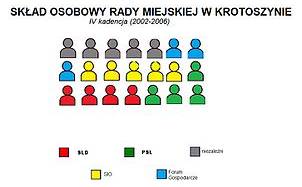
Rada Miejska w Krotoszynie IV kadencji

  - Wiceprzewodniczący - Anna Sikora, Barbara Nadstawska
- Skład osobowy Rady Miejskiej
  - Sojusz Lewicy Demokratycznej
    - Marian Skotarek
    - Eugeniusz Czemplik
    - Grzegorz Majchszak
    - Grzegorz Nowacki

  - Polskie Stronnictwo Ludowe
    - Bronisław Kaczmarek
    - Jan Nadstawski
    - Anna Sikora
    - Zofia Jamka

  - Stowarzyszenie "Samorządowa Inicjatywa Obywatelska"
    - Antoni Korsak
    - Edward Jokiel
    - Barbara Nadstawska
    - Maciej Orzechowski
    - Wiesław Świca

  - Forum Gospodarcze
    - Dariusz Rozum
    - Zdzisław Białek
    - Zygmunt Kozupa

  - Niezależni
    - Regina Cierniewska
    - Paweł Jakubek
    - Feliks Majchrzak
    - Elżbieta Staniów

### V kadencja (2006-2010)
- Prezydium 
  - Przewodnicząca - Zofia Jamka

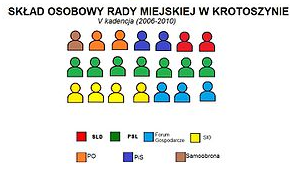
Rada Miejska w Krotoszynie V kadencji

  - Wiceprzewodniczący - Cezary Grenda, Maria Wygralak
- Skład osobowy Rady Miejskiej
  - Polskie Stronnictwo Ludowe
    - Zofia Jamka
    - Bronisław Kaczmarek
    - Krzysztof Kierzek
    - Ryszard Łopaczyk
    - Andrzej Pospiech
    - Maria Wygralak
    - Jan Zych

  - Stowarzyszenie "Samorządowa Inicjatywa Obywatelska"
    - Cezary Grenda
    - Edward Jokiel
    - Krzysztof Manista
    - Paweł Radojewski

  - Samorządowe Forum Gospodarcze
    - Sławomir Augustyniak
    - Zygmunt Kozupa
    - Dariusz Rozum

  - SLD+SDLP+PD+UP LEWICA I DEMOKRACI
    - Grzegorz Nowacki
    - Marian Skotarek

  - Platforma Obywatelska RP
    - Roman Olejnik
    - Paweł Sikora

  - Prawo i Sprawiedliwość
    - Urszula Olejnik
    - Andrzej Skrzypczak

  - Samoobrona RP
    - Marek Płócienniczak

### VI kadencja (2010-2014)
- Prezydium
  - Przewodnicząca - Zofia Jamka

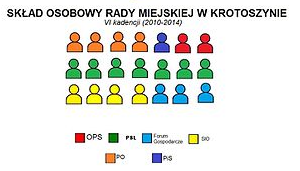
Rada Miejska w Krotoszynie VI kadencji

  - Wiceprzewodniczący - Paweł Radojewski, Bronisław Kaczmarek
- Skład osobowy Rady Miejskiej
  - Polski Stronnictwo Ludowe
    - Zofia Jamka
    - Bronisław Kaczmarek
    - Krzysztof Kierzek
    - Ryszard Łopaczyk
    - Anna Sikora
    - Jan Zych

  - Stowarzyszenie "Samorządowa Inicjatywa Obywatelska"
    - Mirosław Gańko
    - Cezary Grenda
    - Krzysztof Manista
    - Paweł Radojewski

  - Samorządowe Forum Gospodarcze
    - Sławomir Augustyniak
    - Tomasz Głuch
    - Krzysztof Kasprzak

  - Obywatelskie Porozumienie Samorządowe
    - Jolanta Borska
    - Grzegorz Majchszak

  - Platforma Obywatelska RP
    - Roman Olejnik
    - Natalia Robakowska
    - Paweł Sikora
    - Miłosz Zwierzyk

  - Prawo i Sprawiedliwość
    - Urszula Olejnik

### VII kadencja (2014-2018)
- Prezydium
  - Przewodnicząca - Zofia Jamka

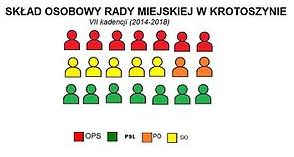
Rada Miejska w Krotoszynie VII kadencji

  - Wiceprzewodniczący - Natalia Robakowska, Krzysztof Kierzek
- Skład osobowy Rady Miejskiej
  - Polskie Stronnictwo Ludowe
    - Zofia Jamka
    - Krzysztof Kierzek
    - Darian Paszek
    - Andrzej Pospiech
    - Anna Sikora
    - Maria Wygralak (wygaśnięcie mandatu) / zastąpił: Bronisław Kaczmarek
    - Jan Zych

  - Stowarzyszenie "Samorządowa Inicjatywa Obywatelska"
    - Mirosław Gańko
    - Cezary Grenda
    - Ryszard Łopaczyk
    - Krzysztof Manista
    - Natalia Robakowska

  - Obywatelskie Porozumienie Samorządowe
    - Sławomir Augustyniak
    - Jolanta Borska
    - Paweł Grobelny
    - Karol Kaj
    - Grzegorz Majchszak
    - Wiesław Sołtysiak
    - Maria Właśniak

  - Platforma Obywatelska RP
    - Janusz Bartoszewski
    - Paweł Sikora

### VIII kadencja (2018-2024)
- Prezydium
  - Przewodnicząca - Anna Sikora

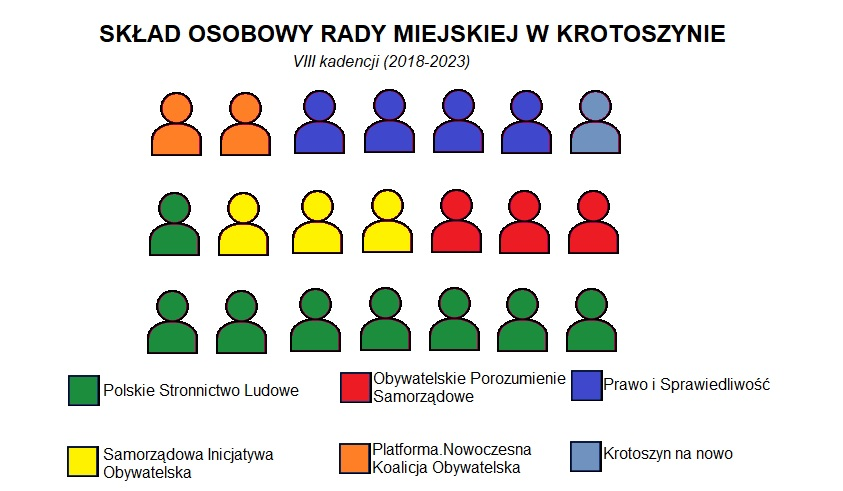
Rada Miejska w Krotoszynie VIII kadencji

  - Wiceprzewodniczący - Mirosław Gańko, Paweł Grobelny
- Skład osobowy Rady Miejskiej
  - Polskie Stronnictwo Ludowe
    - Krzysztof Grzempowski
    - Zofia Jamka
    - Joanna Jarocka (złożenie mandatu)/ Jolanta Podziemska
    - Krzysztof Kierzek
    - Darian Paszek (złożenie mandatu) / Krzysztof Szczotka
    - Andrzej Pospiech
    - Anna Sikora
    - Jan Zych

  - Prawo i Sprawiedliwość
    - Magdalena Ilnicka-Grzymska
    - Sławomira Kalak
    - Arkadiusz Stelmaszyk
    - Mariusz Urbaniak

  - Samorządowa Inicjatywa Obywatelska
    - Mirosław Gańko
    - Cezary Grenda
    - Natalia Robakowska

  - Obywatelskie Porozumienie Samorządowe
    - Sławomir Augustyniak
    - Paweł Grobelny
    - Grzegorz Majchrzak

  - Platforma.Nowoczesna Koalicja Obywatelska
    - Roman Olejnik
    - Paweł Sikora

  - Krotoszyn na nowo
    - Bartosz Kosiarski

### IX kadencja (2024-2029)
- Skład osobowy Rady Miejskiej[4]
  - Samorządowa Inicjatywa Obywatelska:
    - Cezary Grenda (mianowany na wiceburmistrza) | Mirosław Gańko[5]
    - Piotr Ignasiak
    - Jakub Kierakowicz
    - Krzysztof Manista
    - Paulina Potarzycka
    - Natalia Robakowska (wybrana na burmistrza Krotoszyna) | Waldemar Wronecki[6]
    - Justyna Szymczak

  - Samorządowe Porozumienie Ludowe:
    - Paweł Grobelny (Obywatelskie Porozumienie Samorządowe)
    - Aleksandra Leja (Obywatelskie Porozumienie Samorządowe)
    - Grzegorz Majchszak (Obywatelskie Porozumienie Samorządowe)
    - Franciszek Marszałek (Polskie Stronnictwo Ludowe)
    - Darian Paszek (Polskie Stronnictwo Ludowe)
    - Anna Sikora (Polskie Stronnictwo Ludowe)

  - Prawo i Sprawiedliwość:
    - Alina Berek
    - Sławomira Kalak
    - Monika Nalewajko
    - Arkadiusz Stelmaszyk
    - Mariusz Urbaniak

  - Koalicja Obywatelska:
    - Dariusz Rozum
    - Paweł Sikora

  - Krotoszyn na Nowo 2050:
    - Bartosz Kosiarski

## Źródło
https://www.bip.um.krotoszyn.pl/